# 히다후루카와역
히다후루카와역(일본어: 飛騨古川駅)은 일본 기후현 히다시에 있는 도카이 여객철도 다카야마 본선의 역이다. 단선 · 섬식의 형태를 합친 복합 구조의 철도 역사이다. 역원은 배치되고 있지만, 실제로는 다카야마역이 관리하고 있다.

## 타는 곳
| 1     | ■ 다카야마 본선 | 하행 | 도야마 방면          | 특급 포함       |
| 1     | ■ 다카야마 본선 | 상행 | 다카야마 · 게로 방면 | 특급 포함       |
| 2 · 3 | ■ 다카야마 본선 | 상행 | 다카야마 · 게로 방면 | 보통열차의 일부 |

## 역 주변
- 히다 시청
- 히다후루카와 마쓰리 회관
- 국도 제41호선

## 인접 정차역
| 도카이 여객철도 다카야마 본선 | 도카이 여객철도 다카야마 본선 | 도카이 여객철도 다카야마 본선 |
| ----------------------------- | ----------------------------- | ----------------------------- |
| 히다코쿠후 기후 방면          | ■ 다카야마 본선               | 스기사키 이노타니 방면        |